# 徽州区
徽州区（きしゅう-く）は中華人民共和国安徽省黄山市に位置する市轄区。
1988年に歙県（きゅうけん）の西部が分離し黄山市に編入され、徽州区となった。歙県はかつて徽州府の府城が置かれたところで、徽州地方の政治・経済・文化の中心として栄え徽州文化が発達した地である。

## 行政区画
- 街道:徽州街道
- 鎮:岩寺鎮、西渓南鎮、潜口鎮、呈坎鎮
- 郷:洽舎郷、楊村郷、富渓郷

## 交通

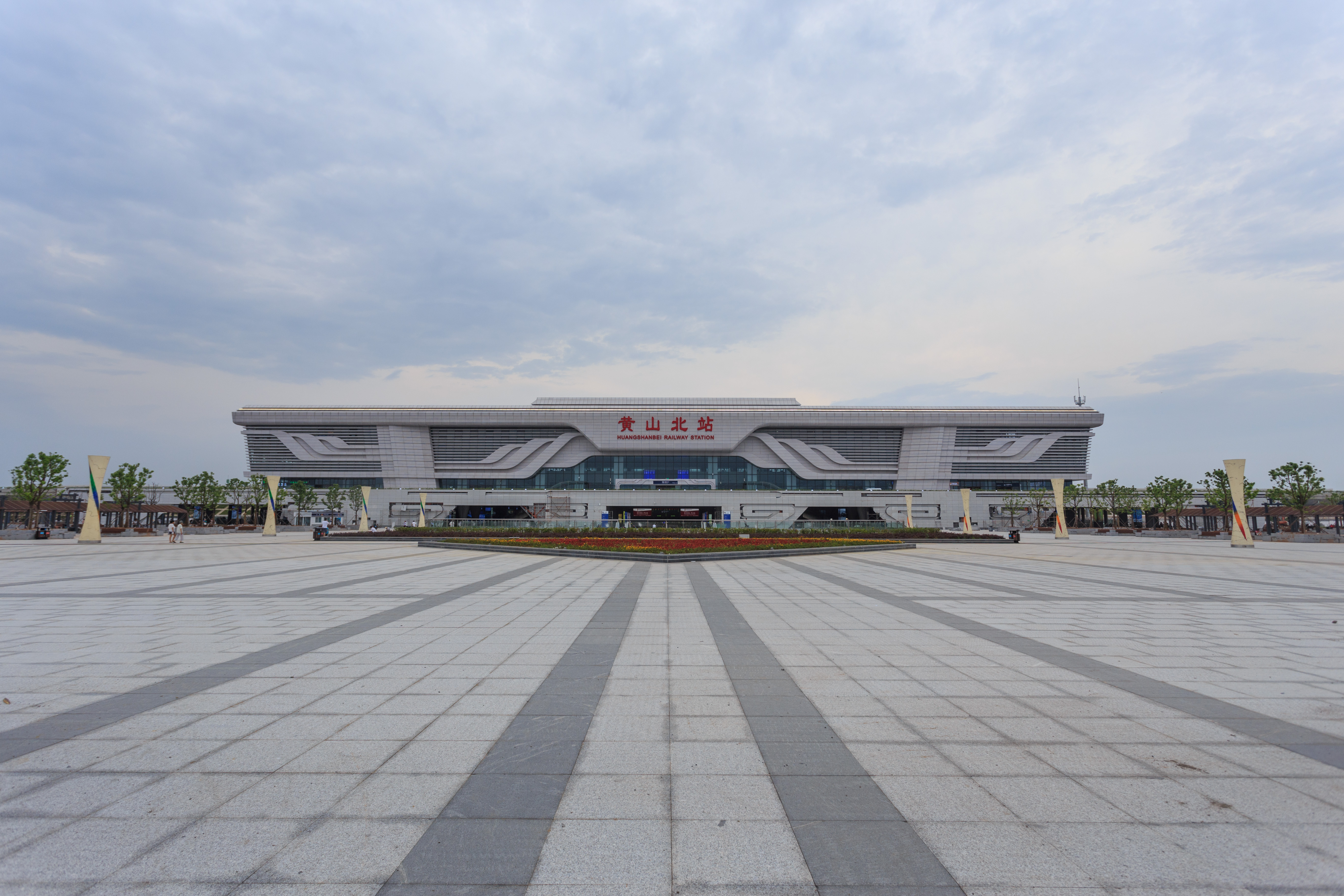
黄山北駅

### 鉄道
- 中国国家鉄路集団
  - 合福旅客専用線、杭昌高速鉄道（中国語版）
    - 黄山北駅

### 道路
- 高速道路
  - 京台高速道路